# Akribi
Akribi (från grekiskans akribeia, 'noggrannhet') betyder vetenskaplig noggrannhet. Begreppet används i vetenskapliga och akademiska sammanhang. Akribi är ett krav för vetenskapliga publikationer. 
Begreppet förekommer även inom kristen ortodoxi och syftar då på noggrannhet i förhållande till hela den  kyrkliga traditionen såväl som dess exakta och trogna iakttagande, bevarande och tillämpning.